# Batilly (Meurthe-et-Moselle)
Batilly is een gemeente in het Franse departement Meurthe-et-Moselle in de regio Grand Est en maakt deel uit van het arrondissement Briey. De gemeente telde 1.315 inwoners op 1 januari 2022.

## Geschiedenis
Batilly maakte deel uit van het kanton Homécourt tot het op 22 maart 2015 werd opgeheven en de gemeenten werden opgenomen in het kanton Jarny.

## Geografie
De oppervlakte van Batilly bedraagt 6,37 vierkante kilometer; Op 1 januari 2022 was de bevolkingsdichtheid 206,4 inwoners per km².

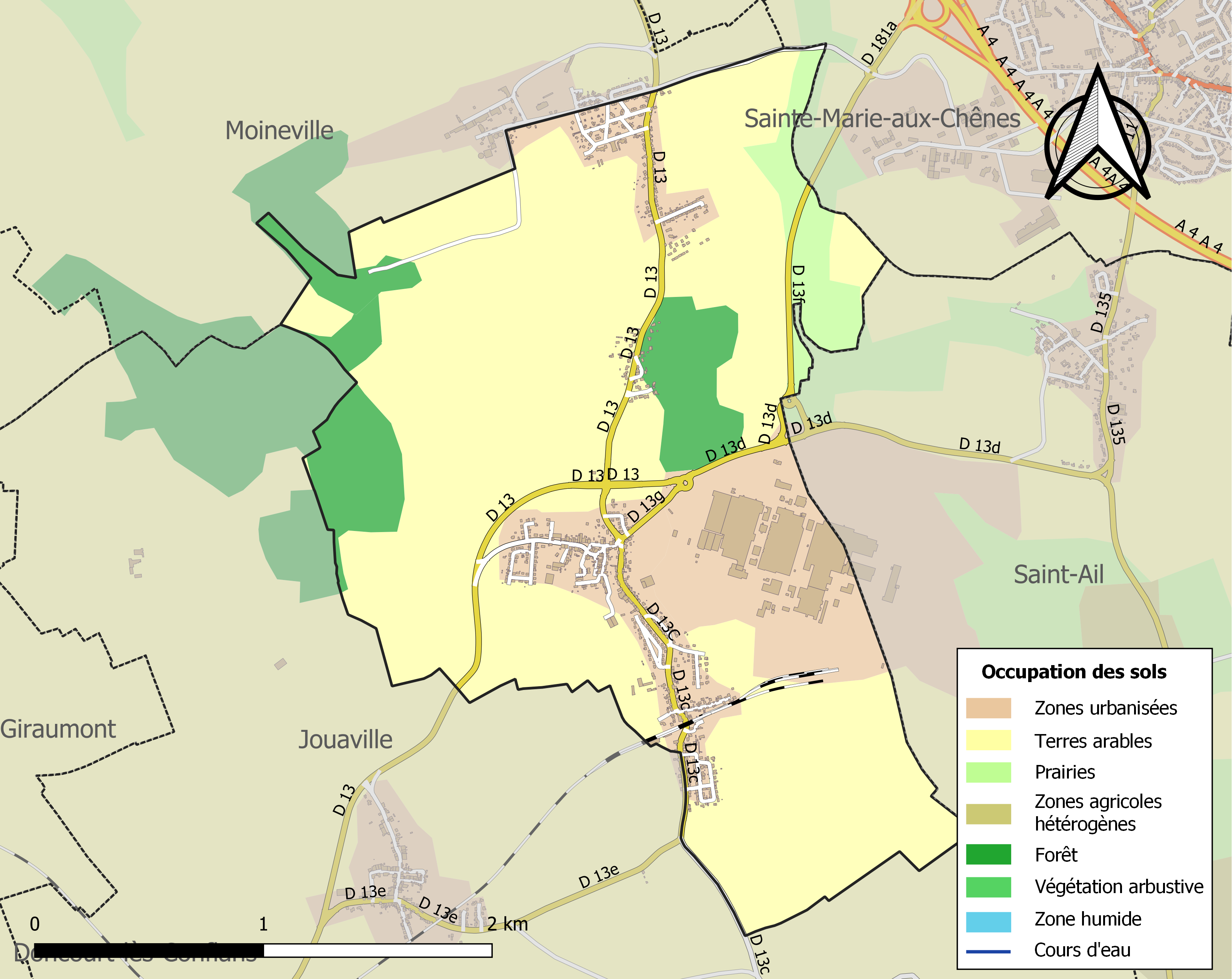
Kaart van de gemeente met de belangrijkste infrastructuur, bodemgebruik en omliggende gemeenten

## Demografie
Onderstaande figuur toont het verloop van het inwonertal.
Allamont · Auboué · Batilly · Boncourt · Brainville · Bruville · Chambley-Bussières · Conflans-en-Jarnisy · Dampvitoux · Doncourt-lès-Conflans · Friauville · Giraumont · Hagéville · Hannonville-Suzémont · Hatrize · Homécourt · Jarny · Jeandelize · Jouaville · Labry · Mars-la-Tour · Moineville · Moutiers · Olley · Puxe · Puxieux · Saint-Ail · Saint-Julien-lès-Gorze · Saint-Marcel · Sponville · Tronville · Valleroy · Ville-sur-Yron · Xonville